# Гуламов, Камран Абдузахидович
Гуламов, Камран Абдузахидович (род. 9 Сентябрь 1990, Ташкент, УзССР) — узбекский топ-менеджер, финансист. Главный управляющий директор производственной компании AKFA.

## Биография
Родился 9 сентября 1990 года в Ташкенте. После окончания средней школы, в 2012 году окончил Ташкентский финансовый институт со степенью бакалавра по специальности «Финансовая бухгалтерия». В 2014 году получил степень магистра.

## Карьера
В 2012 году начал работать учётчиком сырья в производственной компании AKFA в Узбекистане. В 2015 году возглавил проект строительства завода по производству алюминиевой экструзии BENKAM Alu Extrusions, расположенном в Навоийской области, свободной экономической зоне «Навои», а после завершения строительства был назначен директором этого предприятия. С 2019 года Камран Гуламов занял должность заместителя генерального директора AKFA, а с 1 января 2020 года начал исполнять обязанности в качестве генерального директора компании AKFA. Отвечает за стратегию развития компании. В 2020 году анонсировал, что компания AKFA планирует стать публичной компанией и выйти на IPO. Приоритетной задачей в компании он назвал цифровую трансформацию и оптимизацию бизнес-процессов и внедрение корпоративного управления, основанного на принципах прозрачности, подотчетности и безопасности.

## Личная жизнь
Женат, имеет двоих детей.
Любимыми книгами назвал «Семь навыков высокоэффективных людей» Стивена Кови, «Алхимик», Пауло Коэльо, также книги «Sapiens: Краткая история человечества», Юваль Харари, «Принципы. Жизнь и работа», Рэй Далио.

## Личные взгляды

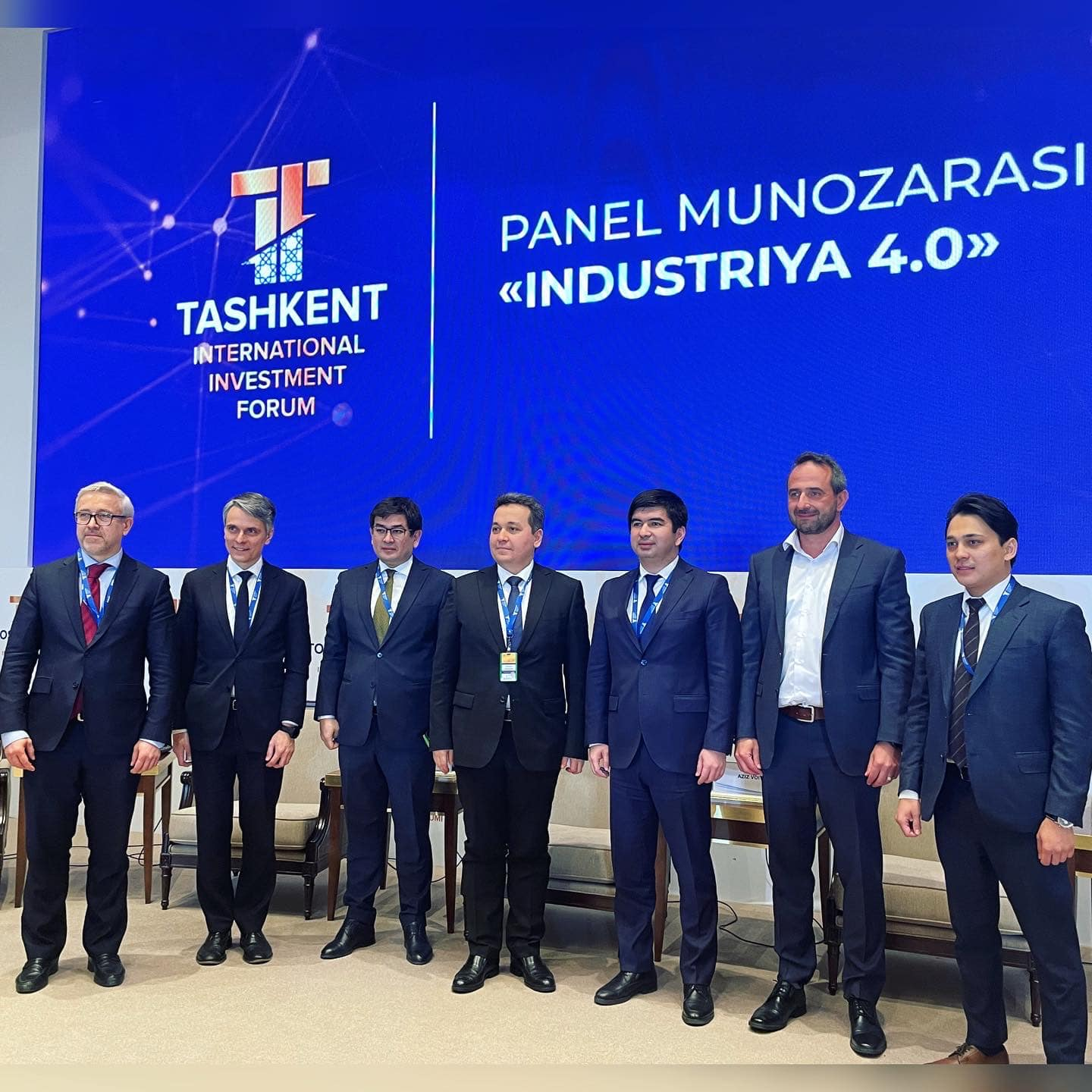
Панельная дискуссия «Индустрия 4.0» в рамках Ташкентского международного инвестиционного Форума, 2022 год

В интервью изданию выразил позицию относительно дружбы в бизнесе. «Как я ранее говорил, бизнес — это люди, продукт и прибыль. Сама прибыль подразумевает корысть. Поэтому я не могу сказать, что в бизнесе есть такое понятие как дружба. Я её не могу видеть рядом с корыстью.» В 2022 году в ходе выступления на Ташкентском международном инвестиционном форуме в Ташкенте, отметил, что низкая себестоимость продукции — преимущество для экспортеров Узбекистана, а также о важности интернет вещей для производства.

## Общественная деятельность
Инициировал и профинансировал первый в Узбекистане Центр реабилитации для временно бездомных животных Mehr, который начал функционировать с 1 августа 2021 года на территории Пскентского района Республики Узбекистан.
В 2021 году принимал участие в качестве спикера в маркетинговом бизнес-форуме MAKON.
7 апреля 2022 года совместно с компанией Artel объявил о финансировании операций для с врожденными пороками сердца.

## Награды
- Орден «Дустлик» Республики Узбекистан (2019)